# Athelia
|  | No s'ha de confondre amb Athalia o Atèlia. |

Athelia és un gènere de fongs basidiomicots de l'ordre dels atelials (Atheliales). Són fongs corticioides (tenen els basidiocarps llisos a les branques dels arbres). Algunes espècies són paràsits facultatius de les plantes (inclosos els cultius) i dels líquens.

## Espècies
Segons Index Fungorum (22 de novembre de 2014):
- Athelia acrospora Jülich 1972
- Athelia alnicola (Bourdot & Galzin) Jülich 1972
- Athelia alutacea Jülich 1972
- Athelia andina Jülich 1972
- Athelia arachnoidea (Berk.) Jülich 1972
- Athelia bambusae Gilb. & Adask. 1993
- Athelia binucleospora J. Erikss. & Ryvarden 1973
- Athelia bombacina (Link) Pers. 1822
- Athelia byssoidea Pers. 1826
- Athelia cibotii Gilb. & Hemmes 1997
- Athelia citrina Pers. 1822
- Athelia cystidiolophora Parmasto 1967
- Athelia decipiens (Höhn. & Litsch.) J. Erikss. 1958
- Athelia epidermea Pers. 1822
- Athelia epiphylla Pers. 1822
- Athelia fibulata M.P. Christ. 1960
- Athelia globularis M.P. Christ. 1960
- Athelia macularis (Lair) Ginns 1992
- Athelia malyshevae Zmitr. 2004
- Athelia neuhoffii (Bres.) Donk 1957
- Athelia nivea Jülich 1972
- Athelia ovata Jülich 1972
- Athelia pallida Pers. 1818
- Athelia pellicula Chevall. 1826
- Athelia phialophora Zmitr. & Spirin 2001
- Athelia phycophila Jülich 1972
- Athelia poeltii Jülich 1978
- Athelia psychrophila (Stalpers & R.P. de Vries) P.M. Kirk 2014
- Athelia pyriformis (M.P. Christ.) Jülich 1972
- Athelia repetobasidiifera N. Maek. 1993
- Athelia rolfsii (Curzi) C.C. Tu & Kimbr. 1978
- Athelia salicum Pers. 1822
- Athelia scutellaris (Berk. & M.A. Curtis) Gilb. 1974
- Athelia sibirica (Jülich) J. Erikss. & Ryvarden 1973
- Athelia singularis Parmasto 1967
- Athelia strigosa (Pers.) Pers. 1822
- Athelia subovata Jülich & Hjortstam 1971
- Athelia taxi Pers. 1822
- Athelia tenuispora Jülich 1972
- Athelia teutoburgensis (Brinkmann) Jülich 1973